# Calydna candace
Calydna candace is een vlindersoort uit de familie van de prachtvlinders (Riodinidae), onderfamilie Riodininae.
Calydna candace werd in 1859 beschreven door Hewitson.